# Відносини Андорра — Європейський Союз
Митний союз є основною сферою міцної формальної угоди між Князівством Андорра та Європейським Союзом (ЄС). Андорра межує з двома країнами-членами ЄС: Францією та Іспанією.

## Митний союз
"Угода між Європейським економічним співтовариством та Князівством Андорра". яка була підписана 28 червня 1990 р., набрала чинности 1 липня 1991 р. встановлює Митний союз із статусом найбільшого сприяння між Князівством та ЄС. Андорра розглядається як держава ЄС, де йдеться про торгівлю промисловими товарами, але не для сільськогосподарської продукції.
З боку кордону з ЄС проводяться повні митні перевірки, оскільки в Андоррі низький ПДВ та інші непрямі податки, такі як податки на алкоголь, тютюн та бензин, від яких відвідувачі можуть отримати вигоду.

## Євро
Андорра має грошову угоду з ЄС, що дозволяє їй зробити євро офіційною валютою, а також дозволити випускати євромонети вже 1 липня 2013 року. Перші монети вони планували випустити 1 січня 2014 р. Однак затвердження ЄС було відкладено до грудня 2013 р., а перші монети євро Андорри надійшли в обіг у січні 2015 р.

## Інші угоди
Ще дві угоди були підписані у 2003/4. Перший - це угода про співпрацю, яка охоплює питання довкілля, комунікацій, інформації, культури, транспорту, регіонального та транскордонного співробітництва та соціальних питань. Однак до цього часу мало результатів оперативних результатів.  Існує також угода про оподаткування заощаджень  яка була підписана після тиску ЄС на офшорні фінансові центри, щоб вони відповідали стандартам ЄС. Існує угода, підписана 2003 р. Між Францією, Іспанією та Андоррою про переміщення та проживання в Андоррі громадян третіх держав. У ньому сказано, що три країни повинні узгодити свої візові вимоги (насправді Андорра дотримується шенгенських візових вимог) і що Андорра приймає в'їзд лише тих, хто має право на в'їзд до Іспанії чи Франції. Андорра може дозволити тривале перебування будь-якій особі.

## Прикордонний контроль
Андорра залишилася поза Шенгенською угодою та підтримує прикордонний контроль з ЄС. Однак, оскільки мандрівникам до Андорри доводиться проїжджати через Шенгенську зону, а Андорра не вимагає і не видає жодних віз, вимоги на в'їзд на практиці такі ж, як і в Шенгенській зоні. Відвідувачам Андорри, яким потрібна віза для в'їзду до Шенгенської зони, потрібна багаторазова шенгенська віза, оскільки для виїзду з Андорри вони повинні в'їхати до Шенгенської зони вдруге. Офіційними пунктами перетину кордону є лише два: La Seu d'Urgell в Іспанії та Pas de la Casa на кордоні з Францією. Крім того, вертольотам дозволено їхати в аеропорти з прикордонним контролем, розташовані в інших країнах, але не в інші місця за межами Андорри. Рейси зазвичай їдуть в аеропорти Барселони або Тулузи.

## Майбутня інтеграція
У листопаді 2012 року, після того як Рада Європейського Союзу закликала провести оцінку відносин ЄС із суверенними європейськими мікродержавами Андорри, Монако та Сан-Марино, які вони назвали "роздробленими"  Європейська Комісія опублікувала звіт окреслюючи варіанти їх подальшої інтеграції до ЄС. На відміну від Ліхтенштейну, який є членом Європейського економічного простору (ЄЕЗ) через Європейську асоціацію вільної торгівлі (ЄАВТ) та Шенгенську угоду, відносини з цими трьома державами базуються на колекції угод, що охоплюють конкретні питання. У звіті розглянуто чотири альтернативи поточній ситуації: 1) галузевий підхід з окремими угодами з кожною державою, що охоплюють цілу сферу політики, 2) всебічна багатостороння Рамкова угода про асоціацію (FAA) з трьома державами, 3) членство в ЄЕЗ та 4) членство в ЄС. Комісія стверджувала, що галузевий підхід не стосується основних питань і все ще є без потреби, а членство в ЄС найближчим часом було припинено, оскільки "інституції ЄС в даний час не пристосовані до вступу таких малих країн". Решта варіантів, членство в ЄЕЗ та FAA з державами, були визнані життєздатними та рекомендовані Комісією. У відповідь Рада попросила продовжити переговори з трьома мікродержавами щодо подальшої інтеграції, а також до кінця 2013 року підготувати звіт, що деталізує наслідки двох життєздатних альтернатив та рекомендації щодо подальших дій.
Оскільки членство в ЄЕЗ в даний час відкрите лише для членів ЄАВТ або ЄС, для того, щоб мікродержави приєднались до ЄЕЗ, не ставши членами ЄС, потрібна згода існуючих держав-членів ЄАВТ. У 2011 році Йонас Гар Стрере, тодішній міністр закордонних справ Норвегії, яка є членом ЄАВТ, заявив, що членство в ЄАВТ / ЄЕЗ для мікродержав не є належним механізмом для їх інтеграції на внутрішній ринок через їхні різні вимоги до великих країн, таких як Норвегія, і висловив припущення, що спрощена асоціація буде для них більш підходящою. Еспен Барт Ейде, наступник Стьоре, відповів на звіт Комісії наприкінці 2012 року, запитуючи, чи мають мікродержави достатні адміністративні можливості для виконання зобов'язань щодо членства в ЄЕЗ. Однак він заявив, що Норвегія відкрита для можливості членства в ЄАВТ для мікродержав, якщо вони вирішать подати заявку, і що країна не прийняла остаточного рішення з цього питання. Паскаль Шафхаузер, радник місії Ліхтенштейну при ЄС, заявив, що Ліхтенштейн, інша держава-член ЄАВТ, готовий обговорити питання членства в ЄЕЗ для мікродержав, якщо їх приєднання не перешкоджає функціонуванню організації. Однак він запропонував розглянути варіант прямого членства в ЄЕЗ для мікродержав, як за межами ЄАВТ, так і ЄС.
18 листопада 2013 р. Комісія ЄС опублікувала свою доповідь, в якій дійшов висновку, що "участь малих країн в ЄЕЗ в даний час не вважається життєздатним варіантом через політичні та інституційні причини", але що Угоди про асоціацію є більш здійсненний механізм інтеграції мікродержав до внутрішнього ринку, бажано за допомогою єдиної багатосторонньої угоди з усіма трьома державами. У грудні 2014 року Рада Європейського Союзу схвалила розпочаті переговори щодо такої угоди  і вони розпочались у березні 2015 року  Переговори планується завершити до 2020 року 

### Членство
Поглиблення відносин Андорри з ЄС, як правило, вимагає дотримання чотирьох свобод ЄС (досягаються лише товари) разом із реформами фіскального та фінансового секторів до стандартів ЄС (усунення репутації його податкового притулку).  Уряд заявив, що "поки що" немає необхідности вступати до ЄС.  Міністр закордонних справ Гілберт Сабоя Сюні заявив у 2016 році, що країна не бажає стати членом ЄС. За це виступає опозиційна Соціал-демократична партія.